# Liste der Bodendenkmäler in Bernried am Starnberger See
Auf dieser Seite sind die Bodendenkmäler in der oberbayerischen Gemeinde Bernried am Starnberger See zusammengestellt. Diese Tabelle ist eine Teilliste der Liste der Bodendenkmäler in Bayern. Grundlage ist die Bayerische Denkmalliste, die auf Basis des Bayerischen Denkmalschutzgesetzes vom 1. Oktober 1973 erstmals erstellt wurde und seither durch das Bayerische Landesamt für Denkmalpflege geführt wird. Die folgenden Angaben ersetzen nicht die rechtsverbindliche Auskunft der Denkmalschutzbehörde.

## Bodendenkmäler in Bernried am Starnberger See
| Lage       | Objekt | Akten-Nr.     | Bild           |
| ---------- | --- | ------------- | -------------- |
| (Standort) | Untertägige mittelalterliche und frühneuzeitliche Befunde im Bereich des ehemaligen Augustinerchorherrenstifts Bernried und seiner Vorgängerbauten mit der ehemaligen Stifts- und heutigen katholischen Pfarrkirche St. Martin sowie der ehemaligen Hofmarkskirche Mariä Himmelfahrt. | D-1-8133-0056 | weitere Bilder |